# Paolo Teobaldi
Paolo Teobaldi (né en 1947 à Pesaro, dans la province de Pesaro et Urbino, dans les Marches) est un écrivain italien.

## Biographie
Professeur d'italien, traducteur et publicitaire avant de devenir écrivain, Paolo Teobaldi  anime un atelier d'écriture créative à l'université d'Urbino. Il a publié plusieurs romans et recueils de nouvelles depuis 1984.
En 1984 paraît Scala di Giocca, son premier roman à base autobiographique qui décrit l'aventure héroïcomique d'un jeune enseignant sarde affecté pour son premier poste à Pesaro, dans la région des Marches en Italie, située sur la mer Adriatique qui est la région où vit Paolo Teobaldi.
En 1995 Paolo Teobaldi publie le recueil de nouvelles Finte. Tredici modi di sopravvivere ai morti (Treize façons de survivre aux morts, traduction française en 2001) : treize textes qui explorent la façon dont les vivants cherchent à exorciser la mort d'êtres chers.
En 1998, La discarica (La décharge) obtient un succès critique et commercial et est traduit en français (en 1999), espagnol, allemand et grec. Il s'agit d'un roman ironique et réaliste qui raconte la fin d'un amour et la transformation d'un homme fasciné par les déchets et les odeurs. Le personnage est un ancien professeur de 53 ans qui se fait embaucher comme éboueur après son divorce et regarde avec un nouveau regard le monde de la modernité où « les choses ont pris possession des êtres ».
En 2002 paraît Il padre dei nomi (Le père des noms), roman qui associe la vie d'un publicitaire et l'histoire d'une Italie qui passe du monde paysan aux espoirs du boom industriel jusqu'aux alertes de la Nouvelle Économie.
Le texte suivant,La badante. Un amore involontario (L'aide-soignante. Un amour involontaire), publié en 2004, raconte l'histoire d'un homme enfermé dans les petites manies quotidiennes confronté à la rencontre d'une jeune Moldave chastement érotique.
Quant à Il mio manicomio (Mon hôpital psychiatrique) en 2007 se présente sous la forme du monologue tourmenté de Tilde, infirmière psychiatrique, qui nous fait voir par ses yeux une galerie de personnages, à la fois positifs et négatifs, qui vont de ses parents aux malades mentaux et au personnel de l'hôpital.
La vie de province, la solitude, la confrontation de l'intellectuel avec le monde moderne sont les thèmes dominants d'une œuvre écrite avec ironie et sensibilité dans « un style foisonnant qui sait conjuguer le tendre et le trivial ». L'écrivain apparaît comme « Il padre dei nomi », le père de noms qui donne forme et sens aux choses.